# Madona de Bagnacavallo (Dürer)
A Madona de Bagnacavallo é uma pintura a óleo de Albrecht Dürer, datada de antes de 1505. Atualmente está na Fundação Magnani-Rocca emTraversetolo, na província de Parma, Itália.